# SMIM5
SMIM5 (англ. Small integral membrane protein 5) – білок, який кодується однойменним геном, розташованим у людей на 17-й хромосомі. Довжина поліпептидного ланцюга білка становить 77 амінокислот, а молекулярна маса — 8 540.
| 10         |  | 20         |  | 30         |  | 40         |  | 50         |
| ---------- |  | ---------- |  | ---------- |  | ---------- |  | ---------- |
| MAATDFVQEM |  | RAVGERLLLK |  | LQRLPQAEPV |  | EIVAFSVIIL |  | FTATVLLLLL |
| IACSCCCTHC |  | CCPERRGRKV |  | QVQPTPP    |  |            |  |            |

A: Аланін

C: Цистеїн

D: Аспарагінова кислота

E: Глутамінова кислота

F: Фенілаланін

G: Гліцин

H: Гістидин

I: Ізолейцин

K: Лізин

L: Лейцин

M: Метіонін

P: Пролін

Q: Глутамін

R: Аргінін

S: Серин

T: Треонін

Локалізований у мембрані.